# Туманность Маленькая Гантель
Туманность Маленькая Гантель (также M 76, PK 130-10.1, NGC 650/651) — планетарная туманность в созвездии Персей. Открыта в 1780 году. Первоначально считалось, что она состоит из двух отдельных туманностей и поэтому ей дали два номера в каталоге NGC, 650 и 651. Это один из наиболее тусклых объектов в списке Мессье.
Этот объект входит в число перечисленных в оригинальной редакции «Нового общего каталога».